# Бјела на Свитави
Бјела на Свитави (чеш. Bělá nad Svitavou) је насељено мјесто са административним статусом сеоске општине (чеш. obec) у округу Свитави, у Пардубичком крају, Чешка Република.

## Становништво
Према подацима о броју становника из 2014. године насеље је имало 542 становника.